# Polystichum proliferum
Polystichum proliferum är en träjonväxtart som först beskrevs av Robert Brown, och fick sitt nu gällande namn av Karel Presl. Polystichum proliferum ingår i släktet Polystichum och familjen Dryopteridaceae. Inga underarter finns listade.

## Bildgalleri

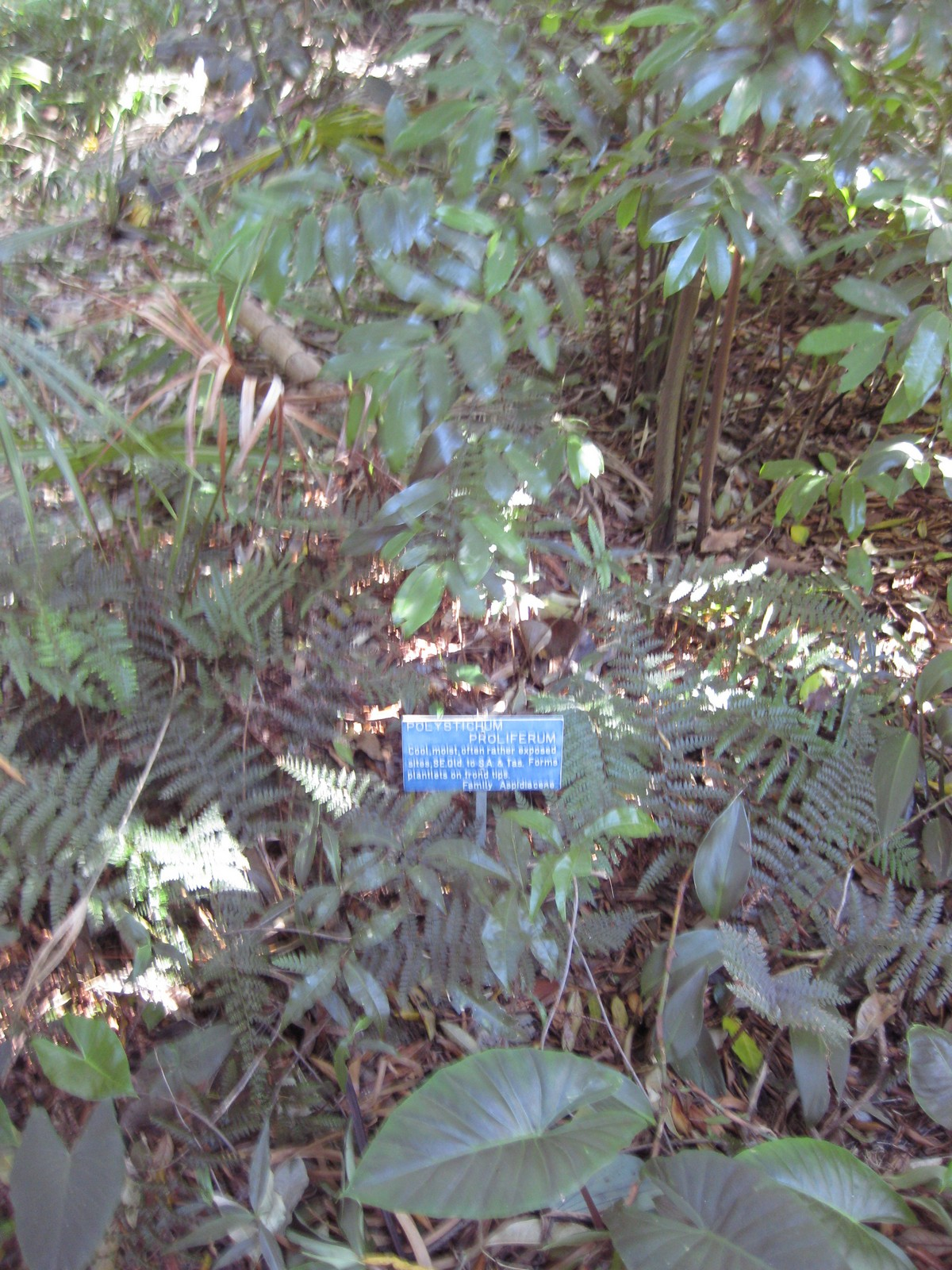
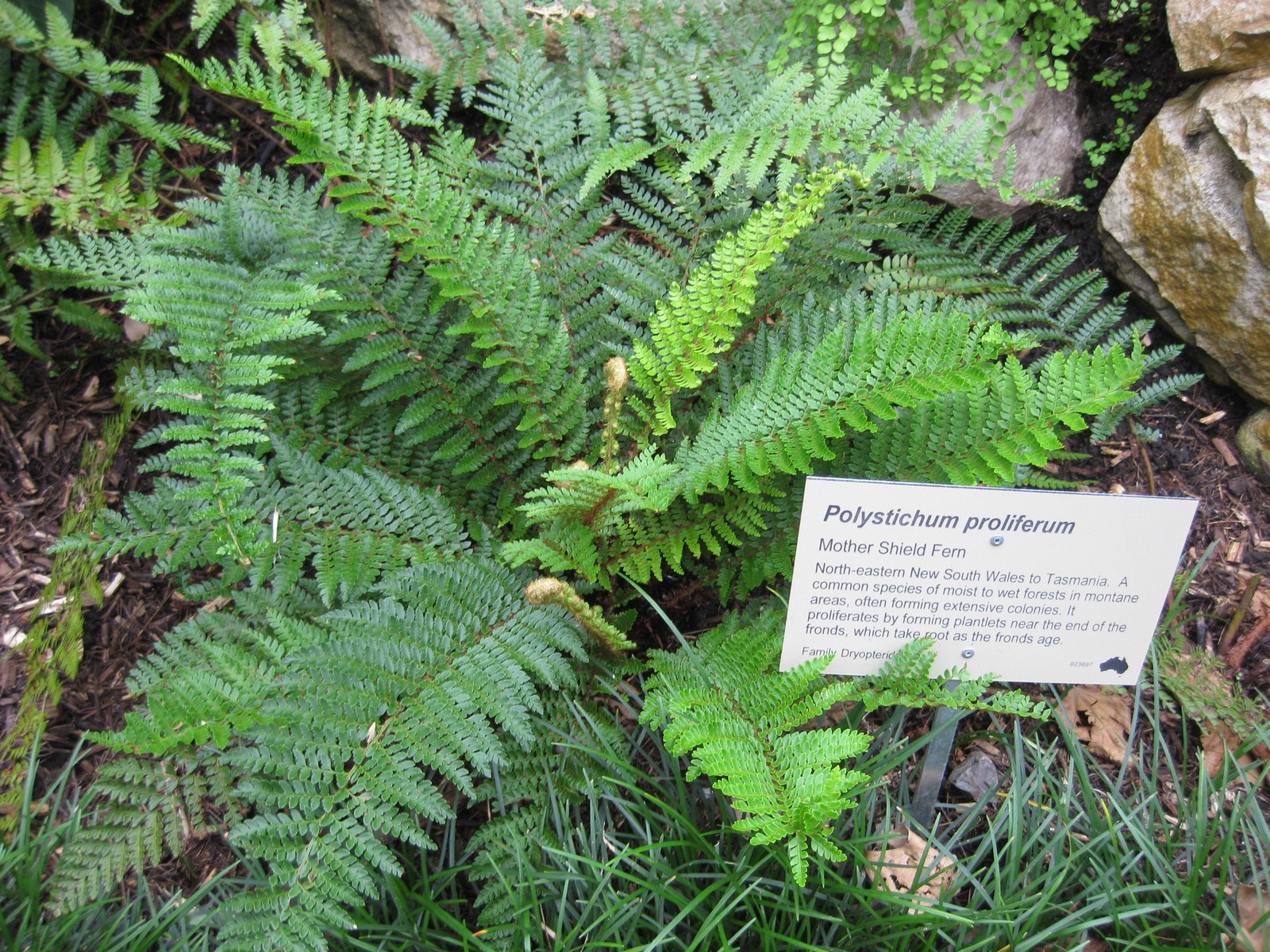